# Mikhailo Hruixevski
Mikhailo Serhíovitx Hruixevski (en ucraïnès: Михайло Сергійович Грушевський nascut a Chełm, en l'actual Polònia, el 29 de setembre de 1866 i mort a Kislovodsk, en l'actual Rússia, el 25 de novembre de 1934) fou un historiador i polític ucraïnès. Va ser el primer President de la República Popular d'Ucraïna. Mikhailo Hruixevski va ser una de les figures més importants del renaixement nacional ucraïnès de principis del segle xx.

## Joventut i activitat intel·lectual
Mikhailo Hruixevski va publicar per primer cop a Dilo en 1885, mentre era estudiant. En 1890, obtingué el seu doctorat a la Universitat de Kíiv, per la seva tesi titulada El comte de Bar: investigació històrica. L'any següent, aconseguí un premi universitari en publicar Una investigació de la història de Kíev, de la mort de Iaroslav a finals del segle XIV. La seva tesi fou publicada el 1894, i és en aquesta data, sota la recomanació del seu professor Antonóvitx, que fou nomenat professor d'història a la universitat de Lviv. Contribuí enormement al desenvolupament de l'educació a Galítsia
En en aquest període de Mikhailo Hruixevski esdevé un membre actiu de la Societat Científica Xevtxenko. Fou, d'altra banda, director de la secció de filosofia i d'història. Tres anys més tard, n'esdevingué el seu president.
Amb una energia extraordinària, reorganitzà la Societat Científica Xevtxenko, que sota la seva direcció, es constituí en una veritable institució. Mikhailo Hruixevski augmentà el nombre de publicacions de la Societat en transformar les publicacions anuals en bimensuals i constituí nombroses comissions que publicaren quantitat de documents. Una gran part del seu propi treball fou publicat en aquests períodes i reeditat més tard. Mercès a una recollida de fons, contribuí també a la construcció d'una biblioteca i d'un museu. Mikhailo Hruixevski tingué al voltant seu nombrosos erudits, entre els quals un col·laborador proper, Ivan Frankó.
En 1898, amb Ivan Frankó i Volodímir Hnatiuk, va fundar Literaturno-Naukovy Zbirnyk (la Col·lecció Científico-literària) de la Societat Científica Xevtxenko, el fòrum més important quant a la literatura i la vida política ucraïnesa. Durant aquest mateix, fou publicat a Lviv el primer de deu volums de la seva història d'Ucraïna-Rus. Aquest treball fou la primera síntesi mai realitzada de la història d'Ucraïna, més tard traduït en diversos idiomes. Mikhailo Hruixevski fou igualment un dels gerents d'una editorial, i el 1904 de la Societat de literatura i art a Ucraïna. A partir de 1908, estigué al capdavant dels mestres de l'Hrmoda i a partir de 1910 de la Unió escolar provincial. Continuà ensenyant a la Universitat de Lviv fins al 1914.
Escrigué d'altra banda nombrosos articles publicats en rus i ucraïnès, sobre els afers polítics ucraïnesos i internacionals. Després d'una breu estada a Sant Petersburg el 1906, Mikhailo Hruixevski transferí les seves activitats a Kíev. El 1907, va ser el cofundador de la Societat científica ucraïnesa, que fou construïda sobre el model de la Societat Científica Xevtxenko. Per encoratjar la consciència nacional ucraïnesa entre la pagesa, Hruixevski fundà i publicà un diari de premsa popular, el Selo, de 1909 a 1911. Després del tancament d'aquest periódic per part del govern rus, publicà Zasiv de 1911 a 1912.

## El compromís polític
En 1899, fou un dels fundadors del Partit democràtic nacional (Galítsia) però l'abandonà poc temps després. L'activitat política de Hruixevski començà realment després de la Revolució russa de 1905. S'adhereix al Partit radical democràtic ucraïnès, aconsella el grup ucraïnès de la Duma russa i recomanà l'autonomia nacional ucraïnesa en una Rússia democràtica. Després, el 1908, Hruixevski fou el cap del moviment de la Societat dels progressistes ucraïnesos i un dels seus fundadors.
Durant la Primera Guerra Mundial, a conseqüència de la repressió de les activitats ucraïneses per part del govern rus, Hruixevski és arrestat. Després d'un empresonament de deu mesos a Kíev, és exiliat a Simbirsk, després a Kazan i finalment a Moscou, sota vigilància de la policia. Malgrat aquestes condicions, continua la seva tasca intel·lectual.
El 1917, Hruixevski és alliberat i el 17 de març, quan encara es troba a Moscou, és elegit president de la Rada Central. Aquest mateix any, Hruixevski esdevé un membre del Partit dels Socialistes Revolucionaris d'Ucraïna (UPSR), el partit majoritari al si de la Rada Central. Sota el seu impuls, Ucraïna proclama la seva autonomia el 23 de juy del 1917. La independència total d'Ucraïna és proclamada el 22 de gener del 1918, i Hruixevski és elegit oficialment President de la República Popular d'Ucraïna el 29 d'abril de 1918.

### Durant la independència
Un cop d'Estat dirigit per Pavló Skoropadskyi posà fi al govern de la Republica popular ucraïnesa el 29 d'abril del 1918. Nogensmenys, restà políticament actiu. Continuà en paral·lel els seus treballs i publicà el 1918 Al llindar d'una nova Ucraïna: pensaments i somnis. El 1919, emigrà i augmentà les seves activitats com a membre de la delegació estrangera de l'UPSR. Durant aquests anys d'exili, viatjà per Europa Occidental i tractà d'obtenir suports en favor del moviment d'independència ucraïnès.
El 1919 fundà un institut sociològic ucraïnès a Viena, i després a Praga. D'allà en sortiren nombroses obres. Hruixevski expressa, durant el seu exili, el seu desig de trobar un mitjà d'entesa amb els bolxevics i de retornar a Ucraïna per continuar els seus treballs. El 1923, Hruixevski és elegit membre de ple dret de l'Acadèmia ucraïnesa de les ciències i pot anar-se'n cap a Kíev des del 1924. Aquesta acció fou severament criticada per la major part dels polítics ucraïnesos a l'exili.

## Retorn a Ucraïna i mort

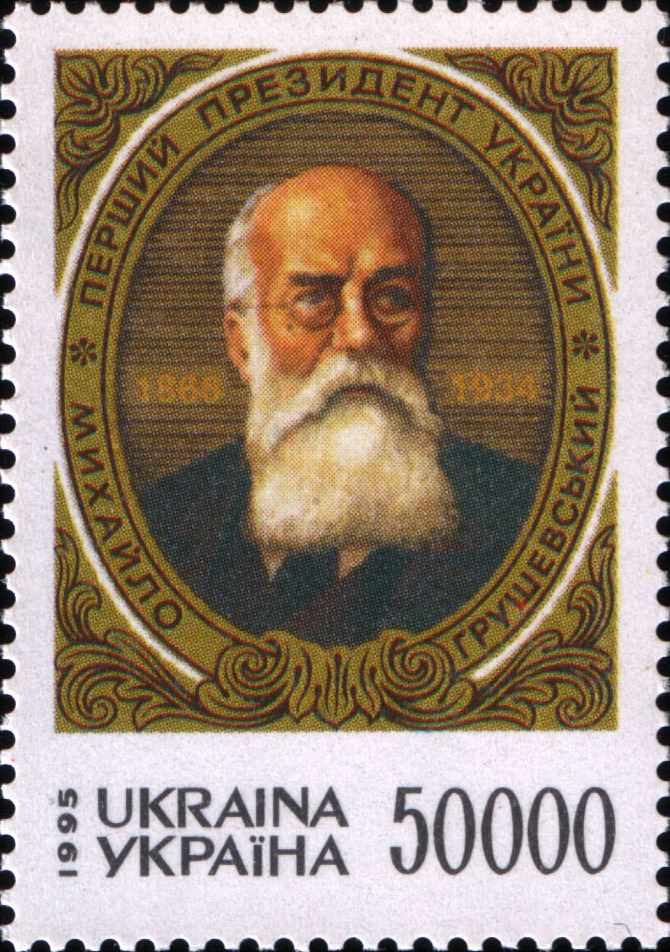
Segell de correus ucraïnès amb la imatge de Mikhailo Hruixevski

Un cop retornat a Ucraïna, Hruixevski reprengué ràpidament la seva feina com a historiador i professor. Organitzà nombroses comissions teòriques per explorar la història d'Ucraïna i el seu folklore. Entre 1924 i 1930, revifa Uckraïna, que esdevingué un diari de referència per a l'estudi d'Ucraïna. A Kíev, continuà la seva tasca sobre les seves importants síntesis de la història ucraïnesa i la literatura. El 1926, Ucraïna celebrà solemnement el seu 60è aniversari. El mateix any, la col·laboració entre la Societat Científica Xevtxenko i l'Acadèmia Ucraïnesa de les Ciències fou renovada.
Tot i les grans realitzacions de Hruixevski durant aquest període, l'oposició en contra seu creixia dins dels cercles oficials i entre els marxistes. A més a més, els seus treballs històrics foren qualificats de « nacionalistes », i foren criticats per no haver adoptat la interpretació soviètica oficial de la història ucraïnesa. El 1929, aquests atacs augmentaren i Hruixevski fou constret a abandonar el seu lloc a l'Acadèmia Ucraïnesa de les Ciències. Al març de 1931, fou arrestat i obligat a viure a Moscou. Allà, fou constantment vigilat per l'OGPU; aquest li atribuí la creació d'una organització contra-revolucionària, de fet fictícia, anomenada Centre nacional ucraïnès. Les seves publicacions foren censurades, els seus estudiants i col·legues arrestats.
Més tard, la seva escola d'història fou destruïda. Hruixevski restà productiu en els darrers anys de la seva vida, treballant sobretot en la història d'Ucraïna dels segles xvii i xviii. Els seus dos darrers atricles foren publicats en els periòdics de l'Acadèmia de les Ciències de l'URSS el 1932 i 1934.
Finalment, les condicions de vida difícils i les persecucions incessants de les que era objecte per part del règim soviètic, causaren un deteriorament de la seva salut. Hruixevski morí a Kislovodsk, mentre sortia per rebre el seu tractament mèdic. Fou enterrat a Kíev en el Cementiri Baikove.
| Precedit per: Càrrec de nova creació | President d'Ucraïna 1917 - 1918 | Succeït per: Volodímir Vinnitxenko |